# 제 희공
제 희공(齊僖公, ? ~ 기원전 698년, 재위 기원전 730년 ~ 기원전 698년)는 중국 제나라의 제13대 후작이다. 이름은 녹보(祿甫)다. 《사기》에서는 저자의 할아버지 사마희를 피휘하여 희공(釐公)으로 표기했다.

## 사적

### 초 · 중기
희공 11년(기원전 720년) 12월, 정 장공과 석문에서 결맹하였다. 희공 16년(기원전 715년), 정나라와 적대 관계에 있는 송나라와 위나라를 정나라와 강화시키고자 하여, 7월에 송 상공, 위 선공과 온에서 만나 와옥에서 결맹하고 마침내 화해시켰다. 8월에 정 장공과 함께 주 환왕을 조현했다.
희공 17년(기원전 714년), 정 장공은 왕명으로 송나라 토벌을 선언했고, 희공은 이에 함께하고자 하여 노 은공과 회견했다. 희공 18년(기원전 713년), 희공은 정 장공, 노 은공과 회견하고 송나라를 쳤다. 채나라, 위나라, 성나라가 정 장공이 선포한 왕명을 받들지 않자, 희공은 정나라와 함께 성나라를 쳤다. 희공 19년(기원전 712년), 연합군은 7월에 허나라를 공격하여 허장공을 위나라로 달아나게 하고 그 도성을 취했다. 희공은 허나라를 노 은공에게 주려 했으나 사양했으므로 정 장공에게 주었다.
희공 21년(기원전 710년), 송나라에서 화독이 임금 송 상공과 대부 공보를 죽이는 변이 일어나자, 희공은 정 장공, 노 환공, 진 환공과 함께 송나라의 반란을 평정시키고자 했으나, 뇌물을 받아먹고 송나라에 화씨 정권을 세워줬다.
희공 22년(기원전 709년), 노 환공에게 딸 문강을 시집보냈다.
희공 25년(기원전 706년), 북융이 제나라를 쳤다. 정나라에서는 태자 홀(후의 정 소공)을 보내 제나라를 구원해 대승을 거두고 대장과 갑병들의 목을 제나라에 바쳤다. 희공은 예전에 홀에게 딸 문강을 시집보내려 했으나 거절당했고, 이번에 북융을 격파하자 또 사위를 삼고자 했으나 거절당했다. 희공 26년기원전 705년), 맹 · 향 두 고을이 정나라를 배반하자 정나라를 도와 이 고을을 공격했다.

### 노 · 기와 대립
북융과의 싸움 후 노나라가 정나라를 작위에 따라 대접하자 홀이 공훈이 높으므로 노나라에 원한을 품었고, 제나라는 희공 29년(기원전 702년)에 정 장공, 위 선공과 함께 노나라와 싸웠으며 이듬해에는 정나라, 위나라에 송나라까지 끌어들여 회맹을 맺었다. 한편, 희공은 재위 24년(기원전 707년)에 7세 전의 원수 기나라를 멸망시키고자 정 장공과 함께 기나라에 조현했으나 속셈을 들켰다. 기나라는 노나라와 우호를 맺고 제나라의 위협에서 벗어나고자 했다.
이즈음 송 장공이 정 소공을 쫓아내고 정 여공을 세우고서는 정나라에 감당할 수 없는 뇌물을 요구하여 송나라와 정나라의 사이가 벌어졌고, 노 환공의 중재를 송 장공이 계속 거부했으므로 정나라는 노나라와 사이가 가까워졌다. 희공 32년(기원전 699년), 제나라는 한편인 송나라 · 위나라에 연나라까지 끌어들여 노나라 · 정나라 · 기나라 연합군과 전쟁했으나 제 · 송 · 위 · 연 연합군이 대패했다.
희공 33년(기원전 698년) 12월에 죽었다.

### 후사
희공은 아들 제아를 태자로 세웠으나, 조카 공손무지를 총애하여 그 대우를 태자와 같게 했다. 제아는 무지와 사이가 좋지 못해, 임금(제 양공)이 된 뒤로 무지의 대우를 깎았고, 무지는 양공을 원망했다. 훗날 양공은 무지에게 죽임을 당했다.

## 가정
- 제 장공 (아버지)
  - 제 희공
    - 제 양공 (아들)
    - 공자 규
    - 제 환공
    - 선강 (딸)
    - 문강

  - 이중년 (아우)
    - 공손무지 (이중년의 아들)

## 참고 문헌
- 좌구명: 《춘추좌씨전》 1권, 정태현 옮김 · 주석, 전통문화연구회, 2009년, ISBN 89-85395-72-6 94140
- 사마천 : 《사기》 권32 제태공세가 (중문 위키소스 위치: )

| 전 임 장공 | 제13대 제나라 후작 기원전 730년 ~ 기원전 698년 | 후 임 양공 제아 |